# 張瀚元
張瀚元（英語：Thomas Chang，1989年10月22日—），台灣演員、模特兒。早期以平面模特、廣告演員為主，近年往演員發展，2019年以電視劇《HIStory3：那一天》打開知名度。

## 經歷
曾是伊林娛樂旗下男模特兒，早期以平面模特兒、廣告演員為主，近年來從網路短片到微電影，開始往電視電影演員發展。2019年，張瀚元以電視劇《HIStory3：那一天》的盧志剛一角打開知名度。也在《女兵日記女力報到》、《女力報到－小資女上班記》、《女力報到－愛神出任務》中飾演常駐角色許晟元。
他是紅心8樂公益團隊成員之一，曾經自創小眾服飾品牌TomGold。於2017年8月，發行第一張專輯《愛 Don't be shy》。
因為喜歡運動與挑戰自己，持續鍛鍊的體能，為了突破自己也同步報考關於體能的考試，除了已經通過的「運動按摩專家」、「中華民國體適能健身指導員」外，近期報名美國「NSCA-CPT進階拳擊教練認證」，並在2023年6月拿到「WBC國際拳擊中階證照」。

## 演出作品

### 電視劇
| 年度 | 頻道             | 片名                   | 角色   | 備註           |
| 2012 | 台視             | 我租了一個情人         | 韓正傑 |                |
| 2013 | 民視、八大       | 我愛你愛你愛我         | 翰翰   |                |
| 2017 | Go Xuan          | 本來只想暗戀你         | 高俊松 | 馬來西亞網路劇 |
| 2018 | TVBS歡樂台、台視 | 女兵日記女力報到       | 許晟元 |                |
| 2019 | LINE TV          | HIStory3：那一天       | 盧志剛 |                |
| 2019 | TVBS歡樂台、中視 | 女力報到－小資女上班記 | 許晟元 |                |
| 2020 | TVBS歡樂台、中視 | 女力報到－愛神出任務   | 許晟元 |                |
| 2020 | TVBS歡樂台、中視 | 女力報到－最佳拍檔     | 許晟元 |                |
| 2020 | TVBS歡樂台       | 女力報到－正好愛上你   | 許晟元 |                |
| 2020 | TVBS歡樂台       | 女力報到－最美的約定   | 許晟元 |                |
| 2020 | TVBS歡樂台       | 女力報到－好運到       | 許晟元 |                |
| 2021 | TVBS歡樂台       | 女力報到－愛情公寓     | 許晟元 |                |
| 2021 | TVBS歡樂台       | 女力報到－男人止步     | 許晟元 |                |
| 2021 | TVBS歡樂台       | 女力報到－男人止步2    | 許晟元 |                |
| 2021 | LINE TV          | HIStory4：近距離愛上你 | 盧志剛 | 客串           |
| 2021 | TVBS歡樂台       | 女力報到－愛的故事     | 許晟元 |                |
| 2022 | 中視、中天娛樂台 | 台灣X檔案              | 劉明元 |                |
| 2025 | 三立都會台       | 對立而已               |        |                |
| 2025 | 大愛電視台       | 我們六個               | 攝影師 |                |

### 電視電影
| 年度 | 頻道    | 片名             | 角色 |
| 2020 | Line TV | 我不是英雄來救美 | 瀚元 |

### 電影
| 年度 | 片名 | 角色 | 備註 |
| 2021 | 緝魂 | 刑警 | 客串 |

### 音樂錄影帶
| 年度 | 歌手   | 歌曲         | 出演                           |
| 2019 | 魏嘉瑩 | 有沒有想過我 | 張瀚元、劉韋辰、宋緯恩、黃雋智 |
| 2018 | 謝和弦 | 像水一樣     |                                |
| 2012 | AXE21  | 哈你的香     | RAP及MV男主角                  |

### 微電影
- 2014年：7-ELEVEN [世界巧克力大賞] 說出感謝 幸福傳遞
- 2014年：《青春時光》微電影 交通部航港局
- Samsung Notebook拍攝微電影教會我的事—完美不懈篇（飾演男主角）

### 綜藝節目
- 2011年：非常完美（中國貴州衛視大型戀愛告白真人秀）
- 2015年：馬來西亞電台（My FM訪問）
- 2016年：叫我男神（馬來西亞ASTRO AEC綜藝節目）
- 中國時報偶像選秀大賽 - 中時人氣潛力偶像第一名
- 2018年：《微博Money King益智節目》直播主持
- 2019年：《小明星大跟班》別被顏值束縛
- 2020年：《完全娛樂》代班主持

活動
- 2023年：《屬於我們的童話》HELLO！PARTY 見面會
- 2023年：《HISTORY PARTY》粉絲見面會
- 2020年：《HISTORY-3》那一天 見面會

## 廣告
- 威肯-威力付
- 愛之味 奶酪紅豆TVC
- 遠傳全新4G絕配費率+Samsung潮機 影音娛樂通通包
- 遠傳電信TVC 電影院篇
- TOYOTA TVC 對象篇
- 榮華冰皮月餅 廣告
- 白蘭氏美之凍膠原蛋白-安心亞《好想彈～戀愛、女神出任務、鬼留聲》
- 《全國不動產》
- 《我要吃必勝客》
- 《Kinaz包》
- 《康師傅奶茶》
- 《2011年肯德基照燒雞腿蛋堡》

## 平面拍攝
- 時尚型男-Sunday to Saturday穿衣日程
- FHM男人幫雜誌
- TVBS
- 第五街
- 榮華月餅
- 康師傅奶茶
- 時尚型男-衣芙日系男模

## 外部連結
- 張瀚元的Instagram帳戶
- 張瀚元的Facebook專頁